# Sante Pesci
Sante Pesci (* um 1712; † 3. September 1786 in Rom) war ein italienischer Komponist.

## Leben
Über seine Jugend ist nichts bekannt. 1744 wurde er in Nachfolge Gaetano Latillas Chordirektor in Santa Maria Maggiore in Rom. Maria Rosa Coccia war eine Schülerin von ihm.

## Werke
Verschiedene Kompositionen sind in der Santini-Sammlung überliefert.